# Irish Hunger Memorial

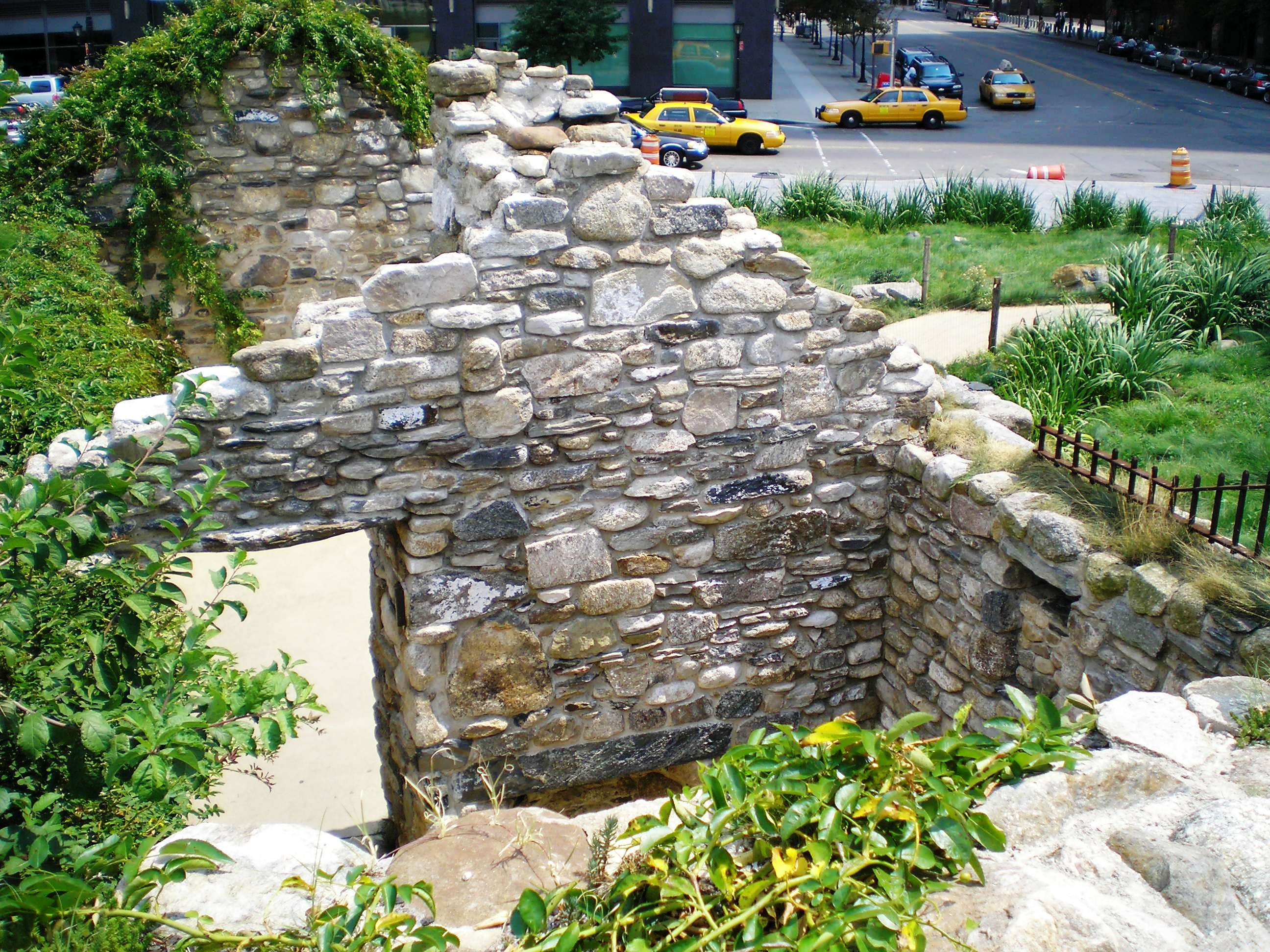
Irish Hunger Memorial

LIrish Hunger Memorial è un parco di 0,20 ettari all'angolo tra Vesey Street e North End Avenue nel quartiere Battery Park City di Manhattan, a New York - dedicato alla sensibilizzazione sulla Grande carestia irlandese, denominato An Gorta Mór in irlandese, in cui oltre un milione di persone morirono di fame tra il 1845 e il 1852.
La costruzione del memoriale è iniziata nel marzo 2001 e, nonostante gli attacchi dell'11 settembre al vicino World Trade Center, che ha colpito anche le aree circostanti, il memoriale è stato completato e dedicato il 16 luglio 2002.
Il memoriale è abbellito con pietre, terra e vegetazione autoctona trasportata dalla costa occidentale dell'Irlanda - con pietre di tutte le contee dell'Irlanda.
Un autentico cottage irlandese del XIX secolo, nella parrocchia di Attymass, nella contea di Mayo, apparteneva alla famiglia Slack - ed è stato abbandonato negli anni 60. La famiglia Slack donò il cottage al memoriale "in memoria di tutti i membri della famiglia Slack delle generazioni precedenti che emigrarono in America".
Nell'agosto 2016, il monumento è stato temporaneamente chiuso per lavori di impermeabilizzazione ed è stato riaperto nell'agosto 2017.

## Galleria d'immagini

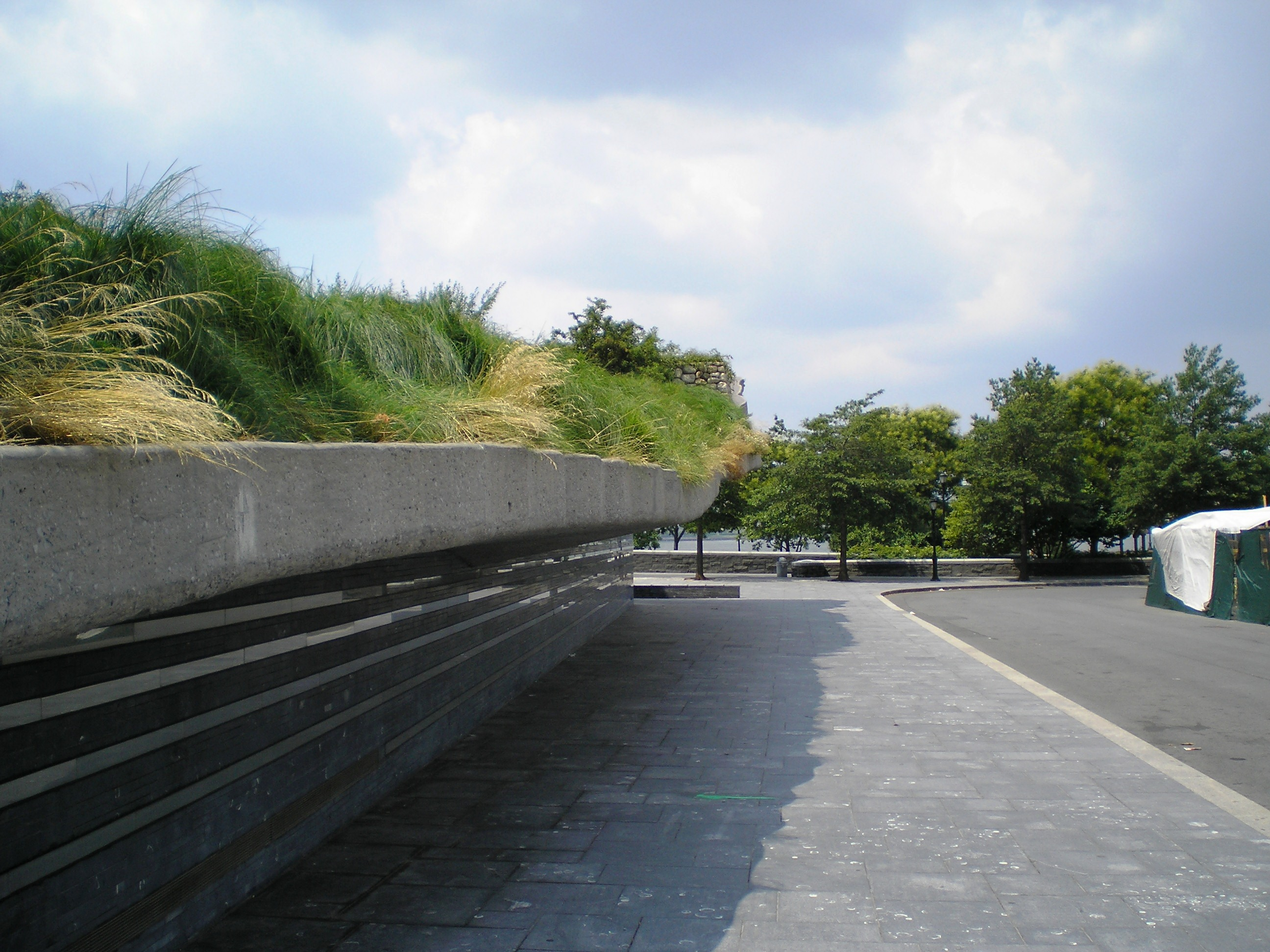
Lato nord, che mostra un graduale aumento della struttura
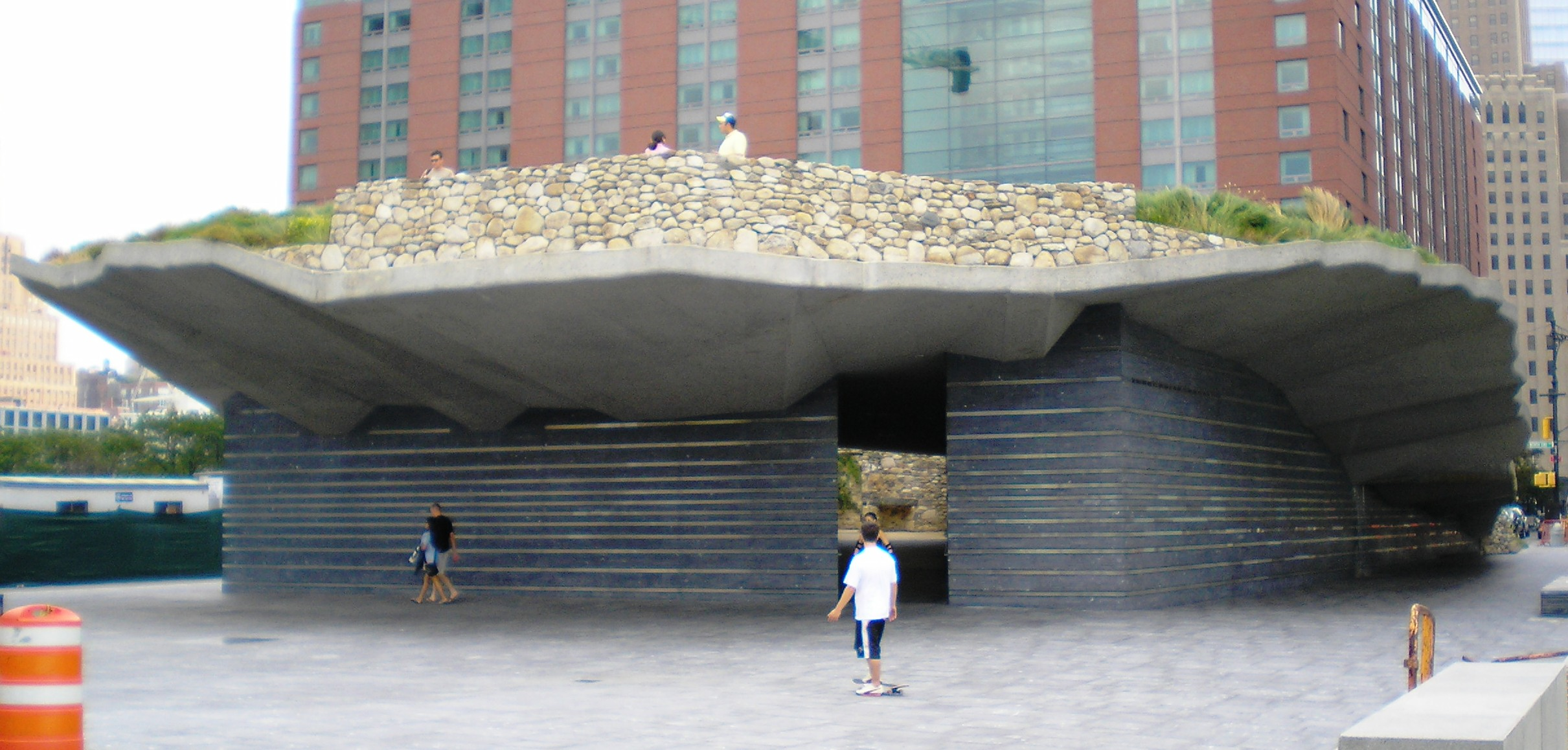
Lato ovest, che mostra la fascia alta
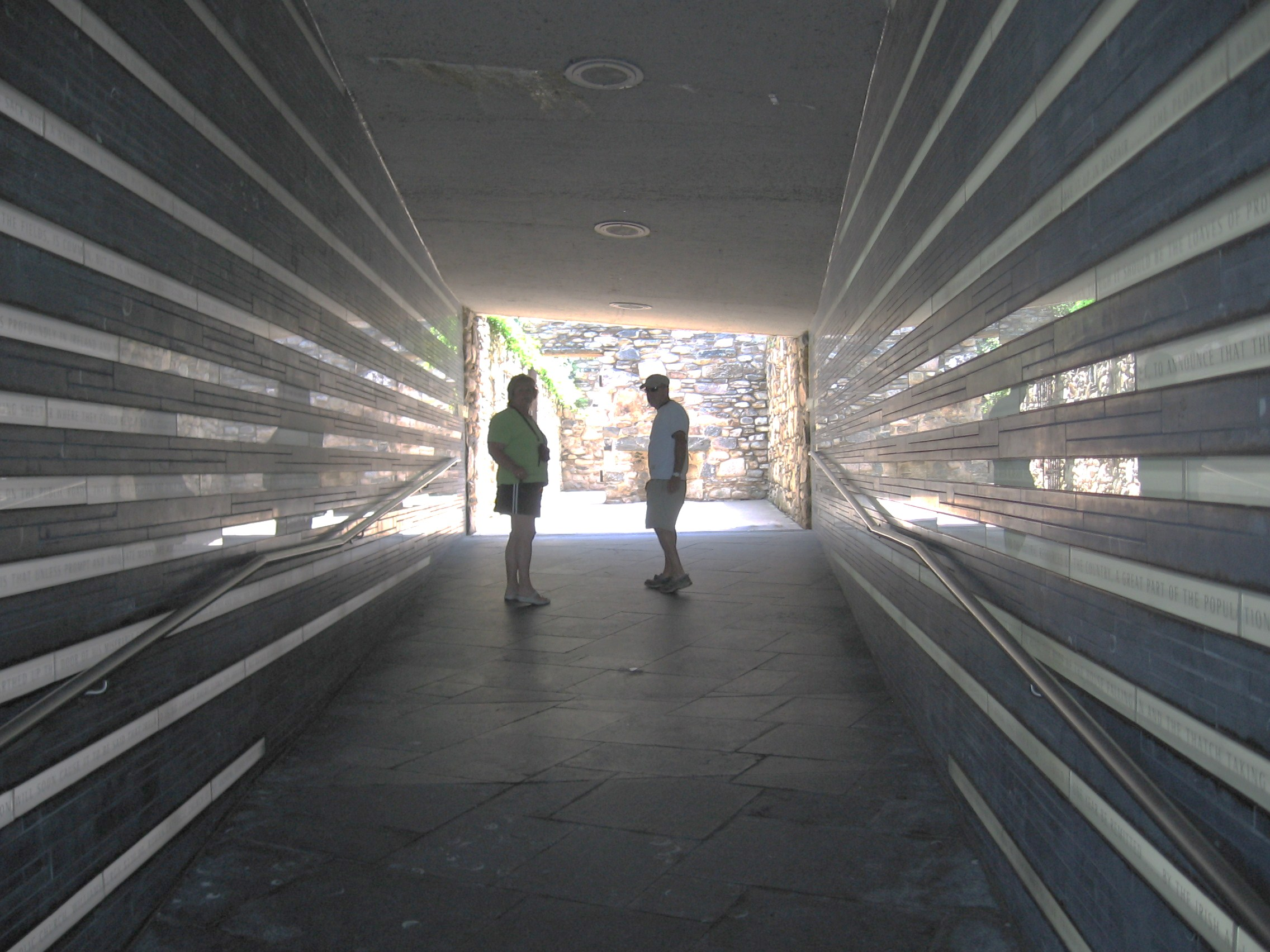
Passaggio che collega il lato ovest al casolare in pietra in rovina e al tetto
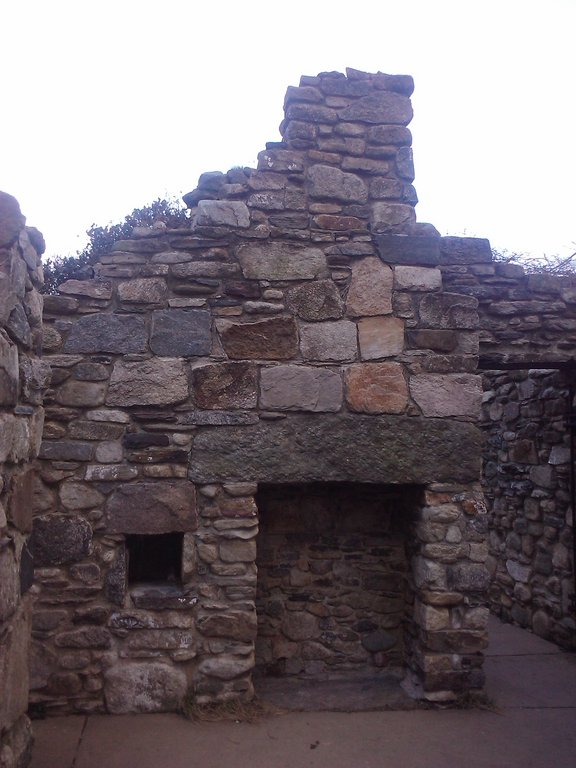
Interno delle rovine del cottage